# Le Père
Le Père (O Pai) é uma peça do dramaturgo francês Florian Zeller que ganhou em 2014 o Prêmio Molière de Melhor Peça. Estreou em setembro de 2012 no Théâtre Hébertot, Paris, com Robert Hirsch (André) e Isabelle Gélinas (Anne).
A peça foi considerada "a nova peça mais aclamada da última década", e ganhou vários prêmios e indicações em Paris, Londres e Nova York.
Transformou-se no filme francês Floride (2015). A peça foi traduzida para o inglês por Christopher Hampton. O próprio Zeller dirigiu uma versão teatral da peça estrelada por Frank Langella em 2016. Zeller também dirigiu o aclamado filme The Father, de 2020, estrelado por Anthony Hopkins e Olivia Colman.